# Allocyclopina madagassica
Allocyclopina madagassica – gatunek widłonoga z rodziny Cyclopinidae. Nazwa naukowa tego gatunku skorupiaków została opublikowana w 1954 roku przez niemieckiego zoologa Friedricha Kiefera.